# APOA2
APOA2‏ (Apolipoprotein A2) هوَ بروتين يُشَفر بواسطة جين APOA2 في الإنسان.